# Rødøy
Rødøy là một đô thị ở hạt Nordland, Na Uy.
Rødøy được lập thành đô thị ngày 1 tháng 1 năm 1838 (xem formannskapsdistrikt). Meløy đã được tách khỏi Rødøy ngày 1 tháng 1 năm 1884.
Đô thị này gồm các đảo bên ngoài sông băng lớn thứ nhì Na Uy, Svartisen.
Tên đô thị này theo tiếng Na Uy Cổ là Rauðøy. Tiếp đầu ngữ là rauðr 'đỏ' (có lẽ vì đá của đảo này màu đỏ), tiếp vĩ ngữ là øy 'đảo'.
Huy hiệu hiện này được áp dụng từ năm 1988.